# Bahía de Skerray
Bahía de Skerray es un brazo del Océano Atlántico, ubicado en la costa norte del Sutherland, en las tierras altas de Escocia al norte del Reino Unido. Es pequeña y rocosa, y está situada al norte de Clashbuie y al noroeste de la comunidad de minifundios de Skerray. La roca, Carn Mor, esta en la entrada, mientras que el canal, Caol Beag, separa la isla de Coomb del continente La bahía de Skerray es un sitio de  Revisión de la conservación Geológica Los visitantes disfrutan de una caminata de hasta 8 millas (13. km) desde la Bahía de Skerray hasta Tongue.